# Suiunduc, Cetatea Albă
Suiunduc (în ucraineană Чистоводне, transliterat: Ciîstovodne) este un sat în comuna Cazaci din raionul Cetatea Albă, regiunea Odesa, Ucraina.

## Demografie
Componența lingvistică a localității Suiunduc
     Ucraineană (95,6%)
     Română (3,3%)
     Alte limbi (0,96%)
Conform recensământului din 2001, majoritatea populației localității Suiunduc era vorbitoare de ucraineană (95,6%), existând în minoritate și vorbitori de română (3,3%).